# Macdomel Waterfall
Die Macdomel Waterfall ist ein kleiner Wasserfall auf der Karibikinsel St. Lucia. 

## Geographie
Der Wasserfall liegt an einem Quellbach der Grande Rivière de l’Anse Noire im Süden von St. Lucia. Er ist eines der Wanderziele im Quarter (Distrikt) Laborie. Er liegt auf einer Höhe von ca. 140 m.